# Хаста, Степан Георгиевич
Степан Георгиевич Хаста — советский хозяйственный и государственный деятель, лауреат Государственной премии СССР за выдающиеся достижения в труде.

## Биография
Родился в 1934 году в Бессарабии в гагаузской крестьянской семье. Член КПСС.
В 1950—1991 — прицепщик, механизатор, военнослужащий Советской армии, звеньевой механизированного звена колхоза имени Кирова, руководитель отряда комплексной механизации объединения механизации и электрификации сельского хозяйства Совета колхозов Чадыр-Лунгского района Молдавской ССР.
Ученик, последователь и соперник в социалистическом соревновании своего коллеги, Героя Социалистического Труда Савелия Михайловича Пармакли.
За получение высоких и устойчивых урожаев зерновых и крупяных культур на основе эффективного использования достижений науки, техники и передовой практики был в составе коллектива удостоен Государственной премии СССР за выдающиеся достижения в труде 1979 года.
Жил в Чадыр-Лунгском районе Молдавии.

## Награды
- Орден Ленина
- Орден Октябрьской Революции
- Орден Трудового Красного Знамени